# San Isidro de las Colonias
San Isidro de las Colonias är en ort i Mexiko.   Den ligger i kommunen León och delstaten Guanajuato, i den centrala delen av landet, 300 km nordväst om huvudstaden Mexico City. San Isidro de las Colonias ligger 1 773 meter över havet och antalet invånare är 802.
Terrängen runt San Isidro de las Colonias är platt åt sydost, men åt nordväst är den kuperad. Runt San Isidro de las Colonias är det tätbefolkat, med 683 invånare per kvadratkilometer. Närmaste större samhälle är León de los Aldama, 11,4 km norr om San Isidro de las Colonias. Omgivningarna runt San Isidro de las Colonias är en mosaik av jordbruksmark och naturlig växtlighet.